# Gabriel DropOut
Gabriel DropOut (ガヴリールドロップアウト, Gavurīru doroppuauto) est une série de mangas écrite et illustrée par Ukami. La série a commencé sa prépublication dans le magazine Dengeki Daioh G de ASCII Media Works en décembre 2013. Une adaptation en anime est produite par le studio Doga Kobo et a été diffusée de janvier à mars 2017 au Japon sur Tokyo MX et en simulcast dans les pays francophones sur Crunchyroll,.

## Synopsis
Gabriel est une jeune ange qui vient de recevoir une promotion de son école des anges. Afin de devenir une ange accompli, elle est envoyée sur Terre afin de rendre les gens heureux et de continuer ses études. Mais cela ne va pas durer lorsqu'elle découvre un ordinateur portable dans sa nouvelle maison, curieuse elle va alors cliquer sur un jeu.
Ne supportant pas de voir les joueurs en détresse, elle décide alors de créer un compte pour aider les joueurs. Gabriel devient alors accro au jeu et devient paresseuse. Et ainsi nous suivons la vie quotidienne de Gabriel et de ses amies.

## Personnages
- Gabriel White Tenma ou Gab

Elle est une jeune fille qui vient d’être diplômée de l'école des Anges. Elle va sur Terre pour devenir un ange accompli et rendre les gens heureux. Elle est gentille et généreuse et aide tout le monde. Mais lorsqu'elle rentre chez elle après l'école, intriguée par son ordinateur portable elle fut interpellée par un jeu, c'est alors qu'elle découvre les joueurs de ce jeu en détresse.
Ne supportant pas ces horreurs elle décide de jouer et de les aider. Elle devient accro et son caractère change, elle devient paresseuse,sa chambre est sale,sèche ses cours pour jouer aux jeux vidéo. Elle se considère comme un ange déchu. Elle est amie avec Vigne sa voisine, une démone.
- Vignette Tsukinose April ou Vigne

Elle est l'amie et voisine de Gabriel. Ayant réussi dans son école des Enfers. Elle est envoyée sur Terre pour devenir une démone accompli. Elle est dans la même classe de Gabriel. Elle est sérieuse, gentille, s’inquiète pour Gabriel et veut l'aider à sortir de cette dépendance continuelle d'Internet. Elle ne supporte pas qu'on la voit comme gentille et est aussi peureuse.
- Satanichia Kurumizawa McDowell ou Satanya

Après sa réussite scolaire, tout comme Vigne elle est envoyée sur Terre pour devenir une démone accompli. Elle est un démon très motivé à faire le mal et à devenir le maître des Enfers. Elle passe son temps à réfléchir à de nouveaux plans pour faire le mal, mais en réalité ses actions sont très banales. Elle considère Gabriel comme sa rivale et souhaite lui faire du mal, mais elle échoue à chaque fois.
Elle est souvent gênée par un chien qui vole son repas et par Un ange du nom de Raphiel. Satania est très naïve et se fait souvent manipuler.
- Raphiel Ainsworth Shiraha

Raphiel est une ange diplômée de l'école des Anges et est envoyée sur Terre pour devenir une ange accompli. Elle est dans la même école que Gabriel (la classe d'à cote). Elle a une apparence douce et gentille, et a les yeux la plupart du temps fermés. Mais en réalité elle est une manipulatrice et a de mauvaises intentions. Elle manipule souvent Satânia et s'amuse a se moquer d'elle. Elle vient d'une famille riche et a une majordome perverse.

## Manga
Le manga, écrit et illustré par Ukami, a commencé sa sérialisation dans le magazine Dengeki Daioh G d'ASCII Media Works le 27 décembre 2013. Le premier volume tankōbon a été publié le 20 décembre 2014 et au 27 septembre 2024, quinze au total ont été mis en vente.

### Liste des volumes
| no | Japonais          | Japonais          |
| no | Date de sortie    | ISBN              |
| -- | ----------------- | ----------------- |
| 1  | 20 décembre 2014  | 978-4-04-869061-4 |
| 2  | 27 novembre 2015  | 978-4-04-865491-3 |
| 3  | 27 mai 2016       | 978-4-04-865927-7 |
| 4  | 10 janvier 2017   | 978-4-04-892565-5 |
| 5  | 27 septembre 2017 | 978-4-04-893373-5 |
| 6  | 25 mai 2018       | 978-4-04-893843-3 |
| 7  | 22 décembre 2018  | 978-4-04-912235-0 |
| 8  | 26 août 2019      | 978-4-04-912702-7 |
| 9  | 25 février 2020   | 978-4-04-913035-5 |
| 10 | 27 novembre 2020  | 978-4-04-913513-8 |
| 11 | 27 septembre 2021 | 978-4-04-913976-1 |
| 12 | 27 mai 2022       | 978-4-04-914425-3 |
| 13 | 27 décembre 2022  | 978-4-04-914767-4 |
| 14 | 27 septembre 2023 | 978-4-04-915268-5 |
| 15 | 27 septembre 2024 | 978-4-04-915991-2 |

## Anime
L'anime est composé d'une saison de 12 épisodes, reprenant le manga avec les mêmes personnages.

### Liste des épisodes
| No    | Titre français                                             | Titre japonais                               | Titre japonais                                                          | Date de 1re diffusion |
| No    | Titre français                                             | Kanji                                        | Rōmaji                                                                  | Date de 1re diffusion |
| ----- | ---------------------------------------------------------- | -------------------------------------------- | ----------------------------------------------------------------------- | --------------------- |
| 1     | Le jour où j'ai su que je ne reviendrais jamais en arrière | もう戻れないと知ったあの日                   | Mō Modorenai to Shitta Ano Hi                                           | 9 janvier 2017        |
| 2     | L'Ange, le démon et la déléguée                            | 天使と悪魔と委員長                           | Tenshi to Akuma to Iinchō                                               | 16 janvier 2017       |
| 3     | Amies, travail et piqûres de moustiques d'un jour d'été    | 友と勤労と虫刺されの夏の日                   | Tomo to Kinrō to Mushisasare no Natsu no Hi                             | 23 janvier 2017       |
| 4     | C'est les vacances d'été !                                 | いざ夏休み                                   | Iza Natsuyasumi                                                         | 30 janvier 2017       |
| 5     | Un ange aux illusions brisées                              | その幻想を壊されまくった天使                 | Sono Gensō o Kowasare Makutta Tenshi                                    | 6 février 2017        |
| 6     | Satanya contre-attaque                                     | サターニャの逆襲                             | Satānya no Gyakushū                                                     | 13 février 2017       |
| 7     | Le quotidien démoniaque de Vigne                           | ヴィーネの悪魔的な日々                       | Vīne no Akuma-teki na Hibi                                              | 20 février 2017       |
| 8     | Automne lycéen                                             | 秋の学校生活                                 | Aki no Gakkō Seikatsu                                                   | 27 février 2017       |
| 9     | Noël et le Nouvel An sont arrivés                          | 聖夜と晦日になんか来た                       | Seiya to Misoka ni Nanka Kita                                           | 6 mars 2017           |
| 10    | Anges et démons rentrent au bercail                        | 天使と悪魔故郷に帰る                         | Tenshi to Akuma Furusato ni Kaeru                                       | 13 mars 2017          |
| 11    | Ces jours heureux s'enchaînent sans fin                    | 楽しい日々はいつまでも……                     | Tanoshī Hibi wa Itsumademo...                                           | 20 mars 2017          |
| 12    | Gabriel DropOut !                                          | ガヴリールドロップアウト！                   | Gavurīru Doroppuauto!                                                   | 27 mars 2017          |
| OAV 1 |                                                            | 湯煙旅情編～天使の清らかな肌に迫る悪魔の罠～ | Yukemuri Ryojō-hen ~Tenshi no Kiyoraka na Hada ni Semaru Akuma no Wana~ | 27 mars 2017          |
| OAV 2 |                                                            | 天使の贈り物                                 | Tenshi no Okurimono                                                     | 24 mai 2017           |

### Mangas
1. 1 2  (ja) « ガヴリールドロップアウト(1) », sur Ichijinsha (consulté le 27 septembre 2024).
2. 1 2  (ja) « ガヴリールドロップアウト(2) », sur Ichijinsha (consulté le 27 septembre 2024).
3. 1 2  (ja) « ガヴリールドロップアウト(3) », sur Ichijinsha (consulté le 27 septembre 2024).
4. 1 2  (ja) « ガヴリールドロップアウト(4) », sur Ichijinsha (consulté le 27 septembre 2024).
5. 1 2  (ja) « ガヴリールドロップアウト(5) », sur Ichijinsha (consulté le 27 septembre 2024).
6. 1 2  (ja) « ガヴリールドロップアウト(6) », sur Ichijinsha (consulté le 27 septembre 2024).
7. 1 2  (ja) « ガヴリールドロップアウト(7) », sur Ichijinsha (consulté le 27 septembre 2024).
8. 1 2  (ja) « ガヴリールドロップアウト(8) », sur Ichijinsha (consulté le 27 septembre 2024).
9. 1 2  (ja) « ガヴリールドロップアウト(9) », sur Ichijinsha (consulté le 27 septembre 2024).
10. 1 2  (ja) « ガヴリールドロップアウト(10) », sur Ichijinsha (consulté le 27 septembre 2024).
11. 1 2  (ja) « ガヴリールドロップアウト(11) », sur Ichijinsha (consulté le 27 septembre 2024).
12. 1 2  (ja) « ガヴリールドロップアウト(12) », sur Ichijinsha (consulté le 27 septembre 2024).
13. 1 2  (ja) « ガヴリールドロップアウト(13) », sur Ichijinsha (consulté le 27 septembre 2024).
14. 1 2  (ja) « ガヴリールドロップアウト(14) », sur Ichijinsha (consulté le 27 septembre 2024).
15. 1 2  (ja) « ガヴリールドロップアウト(15) », sur Ichijinsha (consulté le 27 septembre 2024).